# Straßenbahn Dartford

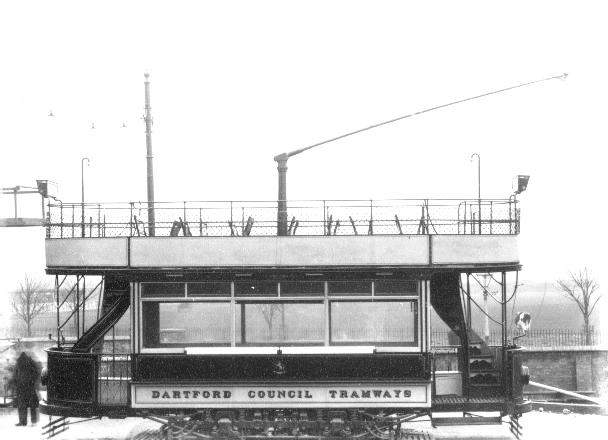
Dartford Council Tramways

Die Straßenbahn Dartford (englisch: Dartford Council Tramways) war ein kleines kommunales Straßenbahnnetz von acht Kilometern Länge, das ab 1906 in der britischen Stadt Dartford betrieben wurde. Es wurde 1933 in das Netz der Straßenbahn London integriert und bis 1935 stillgelegt.

## Geschichte
Die Pläne für eine Straßenbahn in Dartford gehen auf das Jahr 1876 zurück, als der Bau von zwei Pferdebahnlinien geplant war. Es dauerte jedoch bis zum Februar 1902, bis eine Konzession erteilt wurde, nun für eine elektrische, normalspurige Straßenbahn von Dartford nach Woolwich teilweise unter Mitbenutzung bestehender Strecken anderer Betriebe und für eine Strecke vom Bahnhof Dartford nach Wilmington. 1903 wurde die Konzession für eine Verlängerung der Hauptlinie nach Horns Cross erteilt.
Den Bau führte die Firma J. G. White & Company Ltd. aus, die anfangs auch den Betrieb im Auftrag des Dartford Urban District Council führte. Die Wagen waren mit Dartford Council Tramways beschriftet. Die beiden Strecken wurden am 14. Februar 1906 eröffnet. Die Bahnen fuhren von Bexleyheath, Gravel Hill, wo Umsteigemöglichkeiten zur Straßenbahn Bexley bestanden, entlang der Watling Street, London Road, Crayford Road, Dartford Road, West Hill, Spital Street, Overy Liberty, East Hill, The Brent und London Road nach Horns Cross, Hedge Place Road. Die zweite Linie führte wie geplant vom Bahnhof der Stadt durch die Hythe Street, Spital Street und Lowfield Street nach Wilmington.
1909 übernahm die Baufirma Balfour Beatty & Company Ltd. die Betriebsführung der Bahn im Auftrag des District Council. Am späten Abend des 6. August 1917 brach nach Betriebsschluss im Depot der Bahn in der Victoria Road ein Feuer aus, das das Depot und alle darin befindlichen Wagen zerstörte. Kurzfristig übernahm ab dem 9. August des Jahres die Straßenbahn Bexley die Betriebsführung mit ihren Wagen und einigen aus London geliehenen Fahrzeugen. Am 1. April 1921 wurde mit dieser Bahn eine Betriebs- und Verwaltungsgemeinschaft gebildet, sodass keine eigenen Fahrzeuge mehr benötigt wurden. Die Hauptlinie der Straßenbahn Dartford wurde nun mit der der Straßenbahn Bexley (Linie 96) verbunden und die Bahnen fuhren von Woolwich nach Horns Cross durch. Die Linie vom Bahnhof nach Wilmington trug die Nummer 94.
Am 1. Juli 1933 übernahm das London Passenger Transport Board die Straßenbahn Dartford. Sie legte die Linie 94 vom Bahnhof nach Wilmington bereits zum 19. April 1934 still und ersetzte sie durch eine Dieselbuslinie. Die Linie 96 wurde schließlich zum 24. November 1935 stillgelegt und durch eine Oberleitungsbuslinie ersetzt.

## Wagenpark
Bei Eröffnung des Betriebs standen zwölf Doppelstock-Triebwagen (Nr. 1 bis 12) der Union Electric Car Company zur Verfügung. Sie hatten 54 Sitze, Drehgestelle von der J. G. Brill Company und Motoren von der Firma Dick Kerr. Die Wagen waren kastanienbraun und gelb gestrichen. 1915 erwarb die Straßenbahn Dartford außerdem einen gebrauchten einstöckigen Triebwagen von der Straßenbahn Erith, der die Nummer 13 erhielt.
Nach der Zerstörung der 13 Triebwagen durch den Brand am 6. August 1917 hatte die Straßenbahn Dartford keine eigenen Fahrzeuge mehr. Von nun an fuhren Bahnen der Straßenbahn Bexley in Dartford.